# EUMETSAT

Logotipo da EUMETSAT

EUMETSAT (European Organisation for the Exploitation of Meteorological Satellites) é uma organização intergovernamental criada por meio de uma convenção internacional formada atualmente por um total de 30 Estados membros europeus: Alemanha, Áustria, Bélgica, Bulgária, Croácia, Dinamarca, Estônia, Finlândia, França, Grécia, Hungria, Irlanda, Islândia, Itália , Letônia, Lituânia, Luxemburgo, Noruega, Países Baixos, Polônia, Portugal, Reino Unido, República Tcheca, Romênia, Eslováquia, Eslovênia, Espanha, Suécia, Suíça e Turquia. Esses Estados financiam os programas da EUMETSAT e são os principais usuários dos sistemas. A EUMETSAT também tem um Estado Cooperante. Acordos de cooperação com a Sérvia entraram em vigor. A convenção estabelecedora da EUMETSAT foi aberta à assinatura em 1983 e entrou em vigor em 19 de junho de 1986.

Estados membros
Estado Cooperante

As atividades da EUMETSAT contribui para formar um sistema mundial de satélite meteorológico de observação a navegação espacial coordenado com outras nações.
Observações de satélite são um contributo essencial para inúmeros sistemas de previsão do tempo e também auxiliar a previsão, no diagnóstico da evoluções meteorológicas potencialmente perigosas. De importância crescente é a capacidade de satélites meteorológicos para recolher medições a longo prazo a partir do espaço para apoio a estudos de mudanças climáticas.

A EUMETSAT não faz parte da União Europeia, mas tornou-se signatário da Carta Internacional sobre Espaço e grandes catástrofes em 2012, proporcionando, assim, o uso global de caridade de seus recursos espaciais.

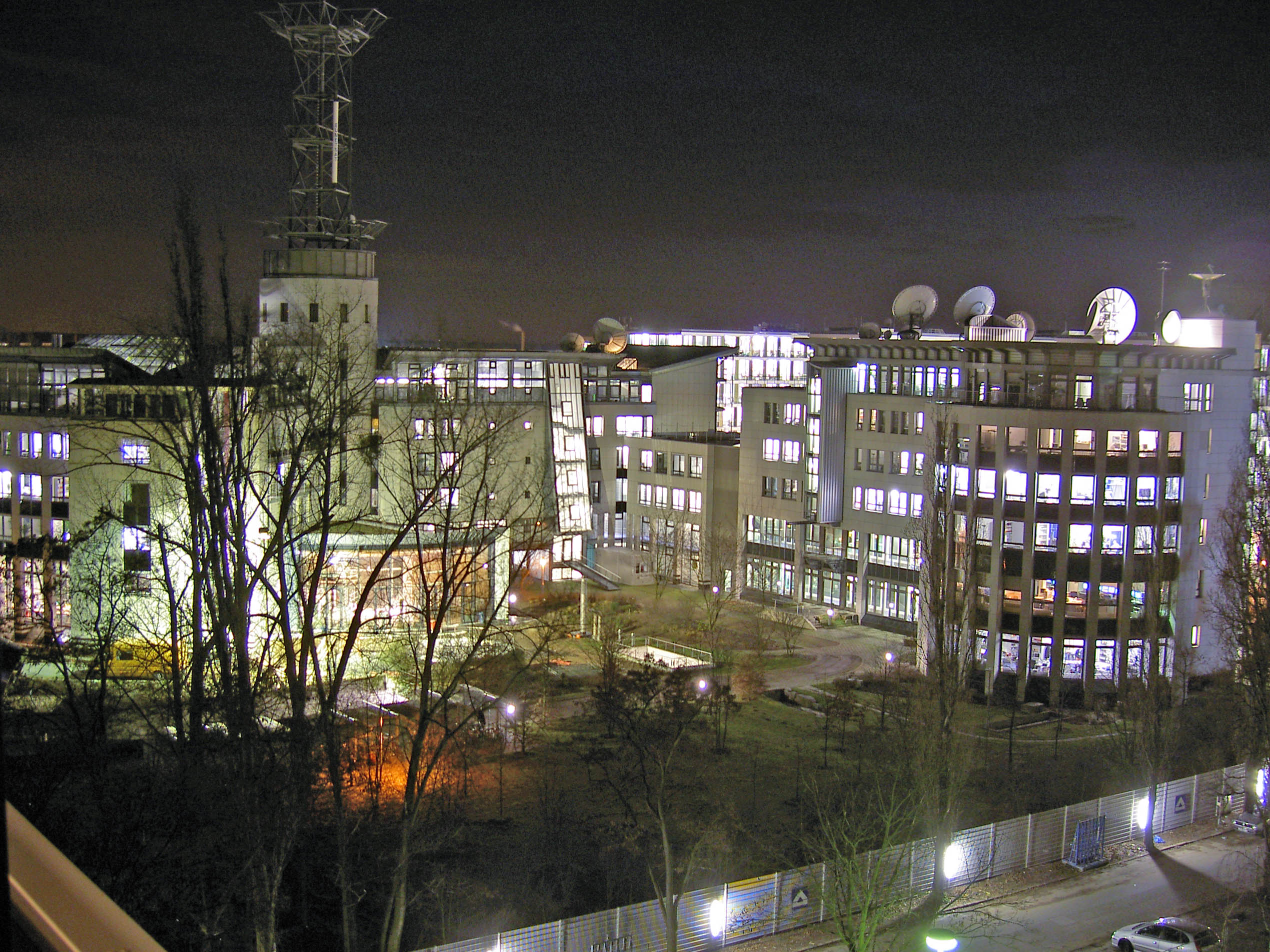
Sede em Darmstadt, Alemanha.

## Objetivo
O principal objetivo da EUMETSAT é estabelecer, manter e explorar e operar os sistemas europeus de satélites meteorológicos. A EUMETSAT é responsável pelo lançamento e operação dos satélites e para o fornecimento de dados de satélite para usuários finais, bem como contribuir para o monitoramento operacional do clima e a detecção de mudanças climáticas globais.

## Membro e Estados cooperantes
As contribuições obrigatórias nacionais dos Estados membros são proporcionais à sua renda nacional bruta. No entanto, os países cooperantes contribuem apenas metade da taxa do que eles pagam na plena adesão.
| País                                 | Estado     | Data da assinatura da convenção | Contribuição financeira 2013 | Organização representativa dos serviços meteorológicos nacionais                                       | Web site oficial       |
| ------------------------------------ | ---------- | ------------------------------- | ---------------------------- | --- | ---------------------- |
| Alemanha                             | Membro     | Março de 1986                   | 19,20%                       | Deutscher Wetterdienst (DWD)                                                                           | www.dwd.de             |
| Reino Unido                          | Membro     | Maio de 1985                    | 15,62%                       | Met Office                                                                                             | www.metoffice.gov.uk   |
| França                               | Membro     | Fevereiro de 1985               | 14,70%                       | Météo-France                                                                                           | www.meteo.fr           |
| Itália                               | Membro     | Junho de 1986                   | 12,04%                       | Ufficio Generale Spazio Aereo e Meteorologia (USAM) - Reparto Meteorologia                             | www.meteoam.it/        |
| Espanha                              | Membro     | Fevereiro de 1985               | 7,56%                        | Agencia Estatal de Meteorología (AEMET), Ministerio de Agricultura, Alimentación y Medio Ambiente      | www.aemet.es           |
| Países Baixos                        | Membro     | Março de 1984                   | 4.38%                        | Koninklijk Nederlands Meteorologisch Instituut (KNMI)                                                  | www.knmi.nl            |
| Suíça                                | Membro     | Julho de 1985                   | 2,75%                        | MeteoSchweiz / MétéoSuisse / MeteoSvizzera                                                             | www.meteoschweiz.ch    |
| Bélgica                              | Membro     | Outubro de 1985                 | 2,57%                        | Institut Royal Météorologique de Belgique (IRM) / Koninklijk Meteorologisch Instituut van België (KMI) | www.kmi.be             |
| Suécia                               | Membro     | Janeiro de 1984                 | 2,53%                        | Instituto Sueco de Meteorologia e Hidrologia (SMHI)                                                    | www.smhi.se            |
| Turquia                              | Membro     | Agosto de 1984                  | 2,27%                        | Remote Sensing Division, Devlet Meteoroloji İşleri Genel Müdürlüğü (DMİGM)                             | www.meteor.gov.tr      |
| Áustria                              | Membro     | Dezembro de 1993                | 2,05%                        | Zentralanstalt für Meteorologie und Geodynamik (ZAMG)                                                  | www.zamg.ac.at         |
| Noruega                              | Membro     | Abril de 1985                   | 2,03%                        | Meteorologisk institutt (met.no)                                                                       | www.met.no             |
| Polônia                              | Membro     | Junho de 2009                   | 1,95%                        | Instytut Meteorologii i Gospodarki Wodnej (IMGW)                                                       | www.imgw.pl            |
| Dinamarca                            | Membro     | Janeiro de 1984                 | 1,78%                        | Danmarks Meteorologiske Institut (DMI)                                                                 | www.dmi.dk             |
| Grécia                               | Membro     | Junho de 1988                   | 1,65%                        | Εθνική Μετεωρολογική Υπηρεσία (HNMS)                                                                   | www.hnms.gr            |
| Finlândia                            | Membro     | Dezembro de 1984                | 1,35%                        | Ilmatieteen laitos / Meteorologiska institutet (FMI)                                                   | www.fmi.fi             |
| Portugal                             | Membro     | Maio de 1989                    | 1,23%                        | Instituto de Meteorologia (IM)                                                                         | www.meteo.pt           |
| Irlanda                              | Membro     | Junho de 1985                   | 1,17%                        | Met Éireann                                                                                            | www.met.ie             |
| República Tcheca                     | Membro     | Maio de 2010                    | 0,80%                        | Český hydrometeorologický ústav (CHMI), Družicové Oddělení                                             | www.chmi.cz            |
| Hungria                              | Membro     | Outubro de 2008                 | 0,69%                        | Országos Meteorológiai Szolgálat (OMSZ)                                                                | www.met.hu             |
| Romênia                              | Membro     | Novembro de 2010                | 0,57%                        | National Meteorological Administration of Romania                                                      | meteoromania.ro        |
| Eslováquia                           | Membro     | Janeiro de 2006                 | 0,32%                        | Slovenský hydrometeorologický ústav (SHMU)                                                             | www.shmu.sk            |
| Croácia                              | Membro     | Dezembro de 2006                | 0,25%                        | Državni hidrometeorološki zavod (DHMZ)                                                                 | www.meteo.hr           |
| Eslovênia                            | Membro     | Fevereiro de 2008               | 0,23%                        | Agencija Republike Slovenije za Okolje (ARSO)                                                          | www.arso.gov.si        |
| Luxemburgo                           | Membro     | Julho de 2002                   | 0,21%                        | Administration de la navigation aérienne                                                               | www.aeroport.public.lu |
| Letônia                              | Membro     | Maio de 2009                    | 0,10%                        | Latvijas Vides, ģeoloģijas un meteoroloģijas aģentūra (LVGMA)                                          | www.meteo.lv           |
| Lituânia                             | Membro     | Janeiro de 2014                 | 0,16%                        | Lietuvos hidrometeorologijos tarnyba (LHS), prie Aplinkos ministerijos                                 | www.meteo.lt           |
| Islândia                             | Membro     | Janeiro de 2014                 | 0,10%                        | Veðurstofa Íslands                                                                                     | www.vedur.is           |
| Estônia                              | Membro     | Junho de 2013                   | 0,09%                        | Keskkonnaagentuur (KAUR)                                                                               | www.emhi.ee            |
| Bulgária                             | Membro     | Abril de 2014                   | 0,18%                        | Национален институт по метеорология и хидрология (INMH)                                                | www.meteo.bg           |
| Sérvia                               | Cooperante | Novembro de 2009                | 0,18%                        | Republic Hydrometeorological Service of Serbia                                                         | www.hidmet.gov.rs      |
| Última atualização publicada em 2014 |            |                                 |                              | |                        |

## Programas de satélites
A EUMETSAT possui três grupo de satélites em órbitas distintas (órbita geoestacionária, órbita polar e órbita circular), enquanto satélites geoestacionários proporcionam uma visão contínua do disco da Terra de uma posição estacionária no espaço, os instrumentos em satélites de órbita polar, voando a uma altitude muito menor, fornecem detalhes mais precisos sobre os perfis de temperatura e umidade da atmosfera, embora com cobertura global menos frequentes.
A falta de cobertura observacional em certas partes do mundo, particularmente o Oceano Pacífico e continentes do hemisfério sul, levou ao papel cada vez mais importante para os dados de satélites de órbita polar em previsão numérica do tempo e monitoramento do clima.

### Satélites geoestacionários
O programa Meteosat é constituído por uma série de satélites meteorológicos geoestacionários desenvolvidos para a Agência Espacial Europeia (ESA) e operados pela EUMETSAT, que permitem a observação contínua e precisa de uma porção específica da superfície terrestre, que seja objeto de estudo no momento.
Esse programa vem sendo muito bem sucedido. Em 2007, completou 30 anos de operação contínua.

### Satélites polares

#### EUMETSAT Polar System
Formando o segmento espacial do EUMETSAT Polar System (EPS), o programa MetOp consiste em três satélites Metop de órbita polar, que será usado sucessivamente por mais de 14 anos. O primeiro, MetOp-A, foi lançado por um foguete russo Soyuz-2.1a a partir do Cosmódromo de Baikonur no dia 19 de outubro de 2006, às 22:28 hora de Baikonur (16h28 UTC). O MetOp-A foi inicialmente controlado pelo ESOC até o LEOP, fase imediatamente após o lançamento, com controle entregue à EUMETSAT após 72 horas da decolagem. Primeiros comandos da EUMETSAT para o satélite foram enviadas às 14:04 UTC em 22 de outubro de 2006.
O segundo satélite EPS, o MetOp-B, foi lançada de Baikonur em 17 de setembro de 2012, com o terceiro satélite, o MetOp-C, com lançamento previsto para 2016.

### Satélite de órbita circular

#### Jason
A Ocean Surface Topography Mission (OSTM) conduzida sobre o satélite Jason-2 é uma parceria internacional entre várias organizações, incluindo EUMETSAT, CNES, e as agências estadunidenses NASA e NOAA.
O Jason-2 foi lançado ao espaço com sucesso a partir da Base da Força Aérea de Vandenberg a bordo de um foguete Delta-7320-10C no dia 20 de Junho de 2008, às 07h46 UTC.